# Toreros After Olé
Toreros After Olé fue un grupo de punk y hardcore punk de Madrid que funcionó a comienzos de la década de 1980, creado en torno a la figura de Manuel Malou. Aunque de escasa repercusión en su momento, con el tiempo su legado, un único disco (el maxisencillo publicado por Nuevos Medios en 1983), ha hecho de ellos, desde mediados de los años 1990, un grupo legendario, considerado pionero del hardcore punk en España. 

## Historia
Los comienzos de la carrera de Manolo Malou (nacido el 1 de enero de 1961 en San Clemente (Cuenca) se remontan al año 1976, cuando él y su hermano menor, Jorge, formaron el dúo Los Golfos, practicantes de una rumba juerguista y que con su divertida y descarada canción «Qué pasa contigo, tío» (RCA, 1976) obtuvieron un gran éxito y se convirtieron en fugaces estrellas en España. Otro sencillo del dúo, «Que me quiten lo bailao» (1976) no tuvo la misma suerte. Un par de años después, el dúo se reinventaba a sí mismo bajo el nombre de Manolo y Jorge, que publicaron un álbum (Manolo y Jorge, RCA, 1978) y que estuvieron a punto de llevar su sencillo «Ella-a-a» (1979) al Festival de Eurovisión.
Ya en 1980, y en plena efervescencia de la movida madrileña, Manolo se ve inmerso en el mundo de la nueva ola y el punk, y se integra en el grupo Plástico, que había sido creado en 1978. En la primera formación de Plástico habían estado, entre otros, Eduardo Benavente y Toti Árboles, que después se unieron a los Pegamoides. La formación de la que formó parte Malou, y en la que aún se encontraba Toti Pegamoide, fue la que grabó el único sencillo del grupo, «Nieva» / «Mil espejos» (RCA, 1980), en cuya portada puede verse a Malou ahorcado por su propia corbata. Las tendencias punk del grupo están muy minimizadas, sonando más bien a un pop rock suave con ligeros toques punk.
Tras la disolución de Plástico, siguieron años oscuros, en los que Manolo Malou dio vida, de nuevo junto a su hermano menor, a diversos proyectos: T. Malou, Ratas de Lujo y por fin el grupo que nos ocupa, Toreros (acerca del nombre del grupo, véase ¿«Toreros After Olé» o «Toreros»?). 
Poco es lo que se sabe de la actividad de este grupo. Su nombre aparece ya –como Toreros– en 1982 dentro de una lista de varios grupos promocionados por la distribuidora Pancoca que apareció en revistas de la época, pero no parece haber constancia de conciertos y otras actividades del grupo, razón por la cual, al publicarse su único disco, en un fanzine denominaron al grupo, seguramente de manera injusta, un «producto prefabricado y podrido».
El único dato cierto conocido es la fecha de la grabación de su único disco, que tuvo lugar en mayo de 1983 en Ámsterdam. El EP, sin título (véase, con todo, la sección ¿«Toreros After Olé» o «Toreros»?), aunque a veces denominado según la primera canción, Porom pompero, fue publicado por el sello Nuevos Medios a finales de verano o principios de otoño del mismo año, en formato de maxisencillo de 12", conteniendo siete potentes temas, entre los cuales llamó especialmente la atención la rabiosa versión punk del clásico de la copla española, el mencionado «Porom pompero», de Manolo Escobar. En ésta, como en el resto de canciones, se percibe la influencia, inusual en el punk nacional del momento, de grupos de hardcore punk estadounidenses, y en particular de Circle Jerks (la batería de «Corre» o «Ratas» recuerda sobremanera a la de canciones como «Red tape» del primer álbum, Group sex, de los estadounidenses), atravesada por la lírica barriobajera de Malou. Los temas están muy elaborados en su composición, y ejecutados con gran profesionalidad, cosa asimismo poco habitual en el punk ibérico de 1983.
También es notable la portada del maxisencillo, en la que no se encuentra el nombre del grupo: sobre un fondo negro se halla impresa una gran 'A' de anarquía dentro de un círculo, dentro del cual también hay, apoyado sobre el lado derecho de la A y puesto patas arriba, un espejo de Venus (símbolo feminista); ambos, iconos típicos de la simbología anarcopunk de la época. En la parte inferior, impresa sobre el círculo de la A, se aprecia la imagen de un torero muerto, con banderillas clavadas en la espalda. (Incidentalmente, el grupo Los Toreros Muertos, sin relación alguna con Toreros After Olé, se creó años después de la publicación de este disco.) La carpeta presentaba en la contratapa una foto del grupo y los créditos del disco, y se acompañaba con un encarte con collages de fotos y las letras de las canciones.
Los miembros del grupo, según los créditos que figuran en la contraportada del disco, son Manolo Malou (guitarra y voz), Kike (bajo) y YoYo (batería). También estos dos últimos tenían un pasado: el bajista Enrique Sáez había tocado en el grupo new wave de los principios de la movida madrileña Sissi y el batería no es otro que, de nuevo, Jorge, el hermano de Manolo. Mientras éste estuvo en Plástico, Jorge Sánchez fue batería nada menos que en la segunda formación de Los Zombies, la que grabó el álbum La muralla china en 1981.
Existen noticias, no obstante, sobre el paso de otros músicos por el grupo. J. Siemens y Manolo UVI recuerdan en No Acepto!!! 1980-1990: diez años de hardcore, punk, ira y caos que Guillermo UVI estuvo tocando con Toreros After Olé tras la disolución de La UVI.
La recepción del disco en su momento no fue precisamente calurosa. La prensa especializada lo recibió con frialdad, a la vez que, por su parte, los fanzines del propio Madrid mostraban su desconfianza ante estos desconocidos recién llegados: así, el fanzine Banana Split, aunque elogiaba su «sonido potente y fuerte», calificaba el EP como «una mezcla entre el punk y lo macarra» con «textos horripilantes», mientras que el fanzine anarcopunk Penetración sentenciaba: «Este grupo ha sido primero conocido como los Golfos, luego como Ratas de Lujo y ahora de esta forma. La música es fuerte y elaborada, pero su imagen abusa del typical spanish, toreros, corridas... Sus letras lo corroboran, sin aportar nada nuevo, simplemente lo típico, y oliendo a producto prefabricado y podrido».
Mientras llegaban estas críticas, el grupo desaparecía. Según se cuenta, «se fueron a París y allí siguieron su carrera hasta que Manolo Malou se dedicó a trabajar en lo que siempre le había gustado, la fusión del flamenco, la rumba y demás hierbas olorosas. Grabó discos, colaboró con Manu Chao y un montón de cosas más, extraordinarias», entre las cuales cabe destacar la composición de la banda sonora de la película francesa Felpudo maldito (Gazon maudit, de Josiane Balasko, 1995, con Victoria Abril), proyecto al cual siguieron muchos otros, a veces como productor, codeándose con famosas figuras del mundo del espectáculo (El Fary, Peret, Los Del Río, Carlos Saura y un largo etcétera).
Otras canciones de Toreros After Olé que quedaron sin publicar son «Por eso caya» (sic) o «Hazles reír», y también existen versiones alternativas de las canciones publicadas, grabadas para alguna maqueta en torno a 1983.

## Legado del grupo
Después de muchos años de haber caído en el olvido, el disco fue reivindicado, primero, a mediados-finales de la década de 1990 en la serie pirata de reediciones de rarezas punk internacionales Killed By Death, que en uno de sus volúmenes (el n.º 202) incluyó todos los temas del disco de Toreros After Olé junto a los de los maxi singles de La Broma de Ssatán, Espasmódicos, Larsen y Último Resorte. La portada del disco era precisamente una reproducción del maxi de Toreros After Olé, esta vez con el nombre del grupo sobreimpreso. 
A continuación, ya en la década de 2000, se recuperó y reivindicó el grupo en la recopilación Viva la punk (Revelde-Fonomusic, 2001), en cuyo libreto (firmado por Valentín Ladrero) se habla de una «operación rescate para coleccionistas», ya que del grupo, en la fecha, «ya casi nadie se acordará»; incluso se asegura que en el mismo 1983 el grupo hacía «cojonudas» canciones «aunque ni Dios se enterara», lo que confirma lo dicho acerca de la escasa repercusión del disco en su día.
Desde ese momento el grupo comenzó a ser reivindicado desde muchos frentes, se hicieron versiones (E-150 grabaron «Chicos de la calle») y se reeditó el disco como doble single (Munster Records, 2007).

## ¿«Toreros After Olé» o «Toreros»?
Aunque el grupo es conocido como Toreros After Olé, y ya es denominado así en los catálogos del propio sello Nuevos Medios del mismo 1983, así como en todas las reseñas de revistas y fanzines y en todas las reediciones de su material realizadas en años posteriores, parece ser que originalmente el grupo se llamaba Toreros y que After Olé era el título del disco (que parece contener cierta alusión irónica al movimiento o género denominado «after punk», término muy en boga en la época, que con el tiempo ha tendido a ser desplazado por el de post punk). En la contraportada de éste, en efecto, las palabras After Olé figuran debajo de “Toreros” en un tamaño de letra menor. Y, como se ha dicho antes, en el anuncio de Pancoca aparece el nombre de Toreros a secas. Adicionalmente, cuando el sello francés New Wave Records incluyó la canción «Hazles reír» en un recopilatorio (con mayoría de bandas francesas), apareció bajo el nombre Los Toreros.
Esta distinción de nombre de grupo (Toreros) y nombre de disco (After Olé) se mantiene en el sitio web de Manolo Malou en MySpace y en algunos otros lugares. No obstante, el equívoco fue establecido, como decimos, por el propio sello que editó el disco y por todas las reseñas de la prensa (todas las que se mencionan en este artículo denominan al disco, a cambio, Porom pompero) y se ha repetido en todas las reediciones que siguieron, con lo que el nombre del grupo ha quedado fijado para la historia como Toreros After Olé.

## Miembros
- Manolo Malou - voz y guitarra
- Jorge Sánchez (YoYo) - batería
- Enrique Sáez (Kike) - bajo

## Discografía
- Toreros After Olé (un EP sin título de 12", editado por Nuevos Medios 11-045-M, 1983). Reeditado como doble sencillo por Munster Records (2007).
- «Hazles reír» en el álbum recopilatorio 1984 the first sonic world war (Francia: New Wave Records, NW 006, 1984), como Los Toreros.[15]
- Todos los temas del maxi se incluyeron en el recopilatorio Five old spanish punkrock twelve inches de la serie (pirata) Kill By Death (KBD 202, s/f, finales de los años 1990).
- «Chicos de la calle» en el CD recopilatorio Viva la punk (Revelde - Fonomusic, 2001).

## Enlaces
- Toreros After Olé en MySpace Consultado el 22 de julio de 2008.
- Reseña de la reedición de Munster (2007) en Absolutzine Consultado el 22 de julio de 2008.
- Los Golfos y Manolo & Jorge en el blog Memorias a 45 Consultado el 22 de julio de 2008.
- Manuel Malou en MySpace Consultado el 22 de julio de 2008.

- Datos: Q6149129